# Jaylon Tyson
Jaylon La Rone Tyson, född 2 december 2002 i Allen i Texas, är en amerikansk professionell basketspelare (SF/SG) som spelar för Cleveland Cavaliers i National Basketball Association (NBA).
Han draftades av Cleveland Cavaliers i första rundan i 2024 års draft som 20:e spelare totalt.
Innan Tyson blev proffs studerade han först på University of Texas at Austin och spelade för deras idrottsförening Texas Longhorns. Tyson blev senare överförd till Texas Tech University för spel i Texas Tech Red Raiders. Han bytte återigen och denna gång till University of California, Berkeley och att spela för deras California Golden Bears.